# Németország vasúti közlekedése

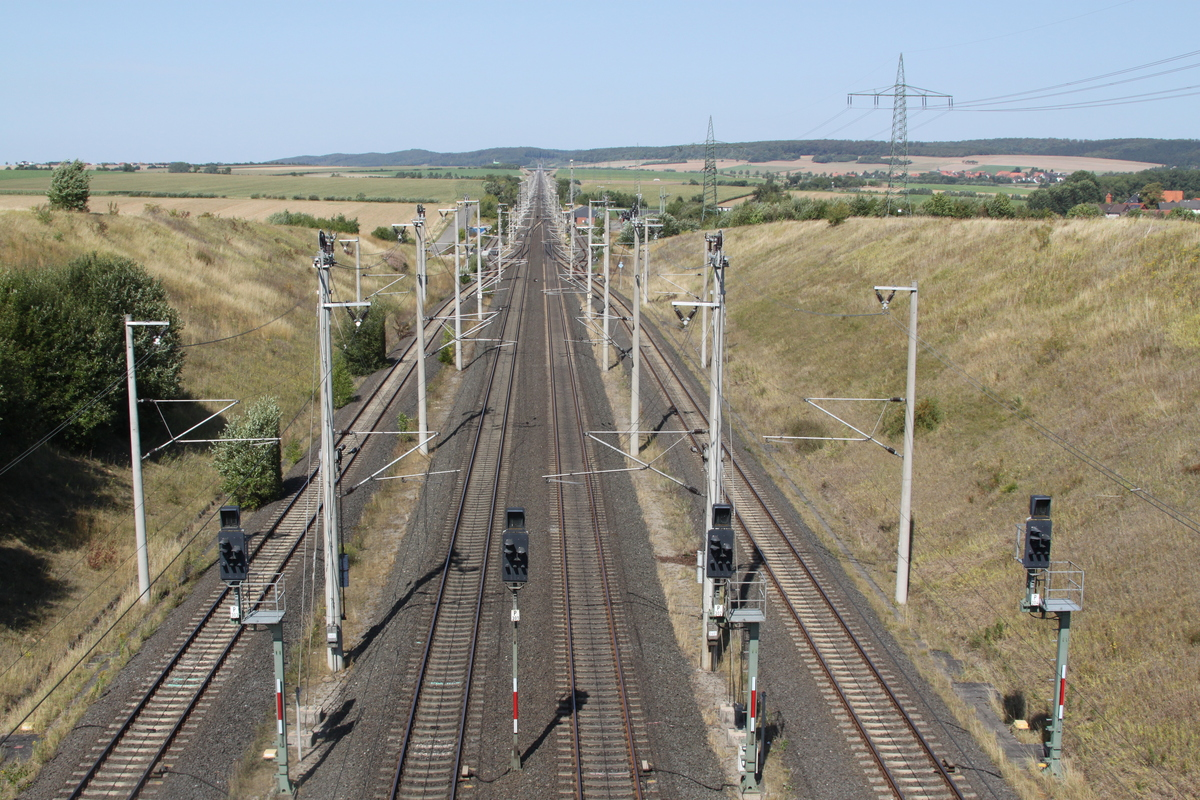
Vasúti pálya Németországban

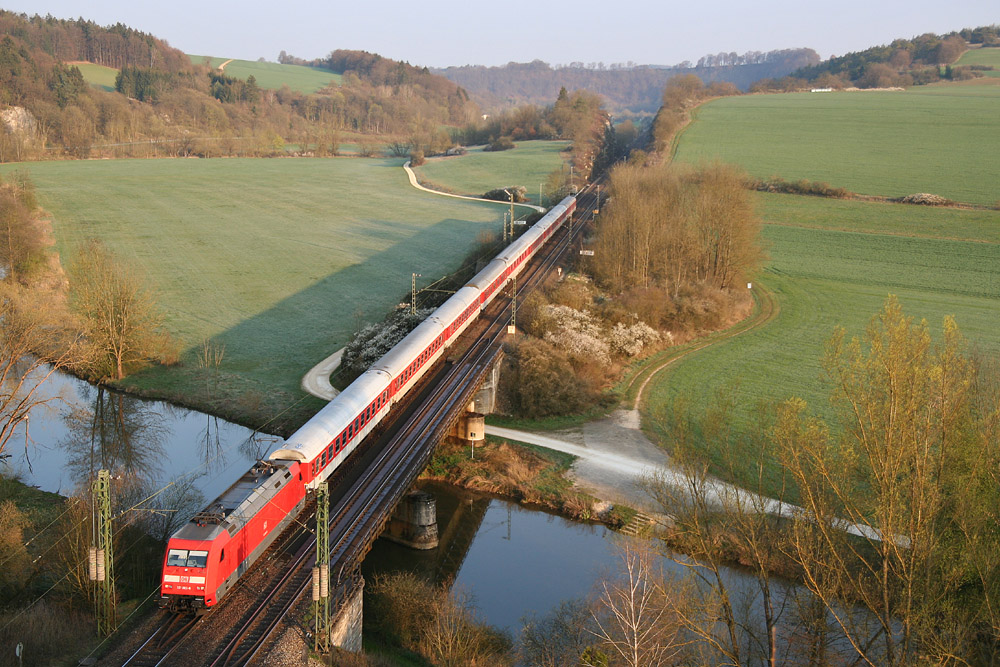
EN 483 vonat egy DB 101 sorozatú villamosmozdonnyal Dollnstein közelében az Ingolstadt–Treuchtlingen-vasútvonalon

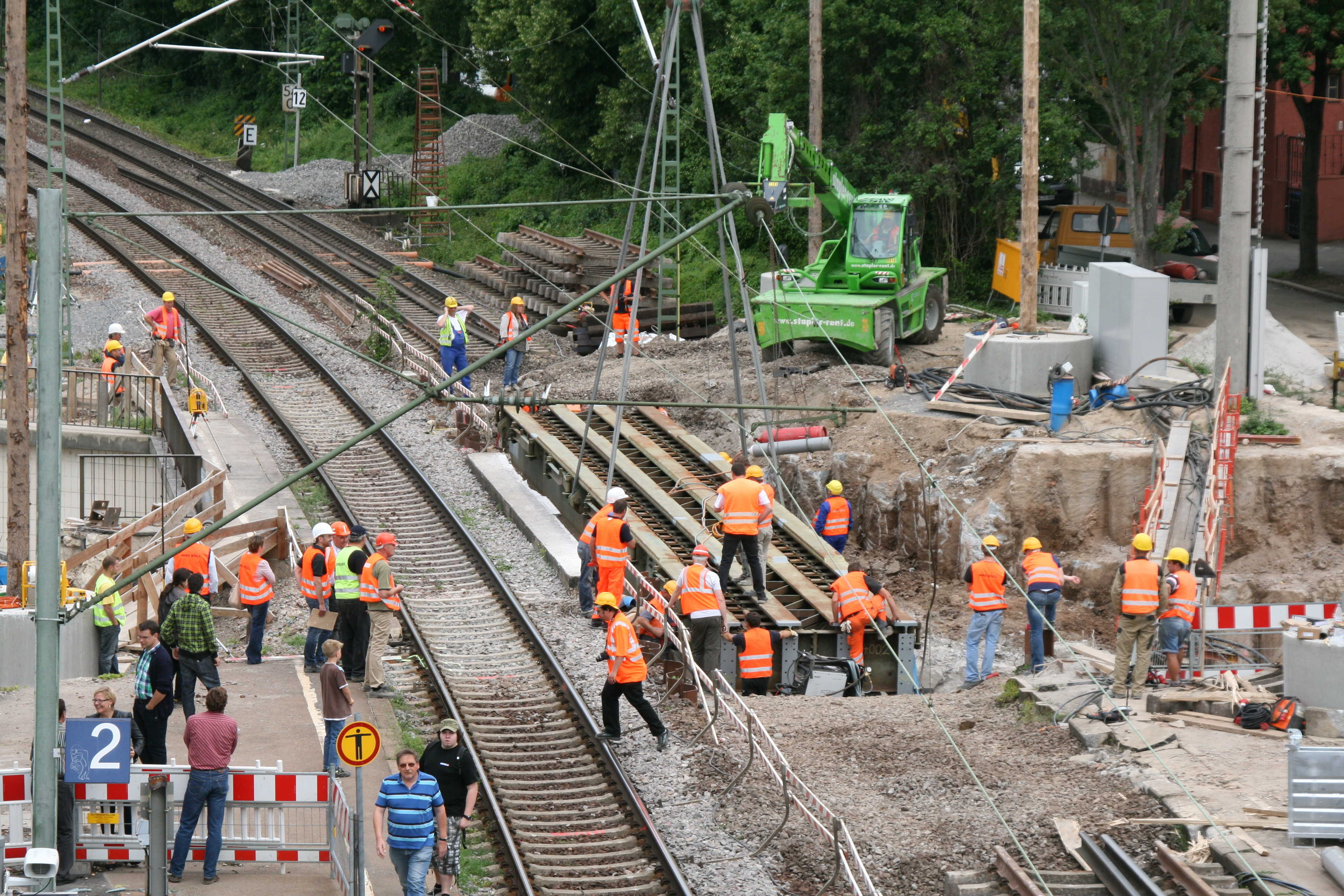
Vasútépítés Heilbronnban

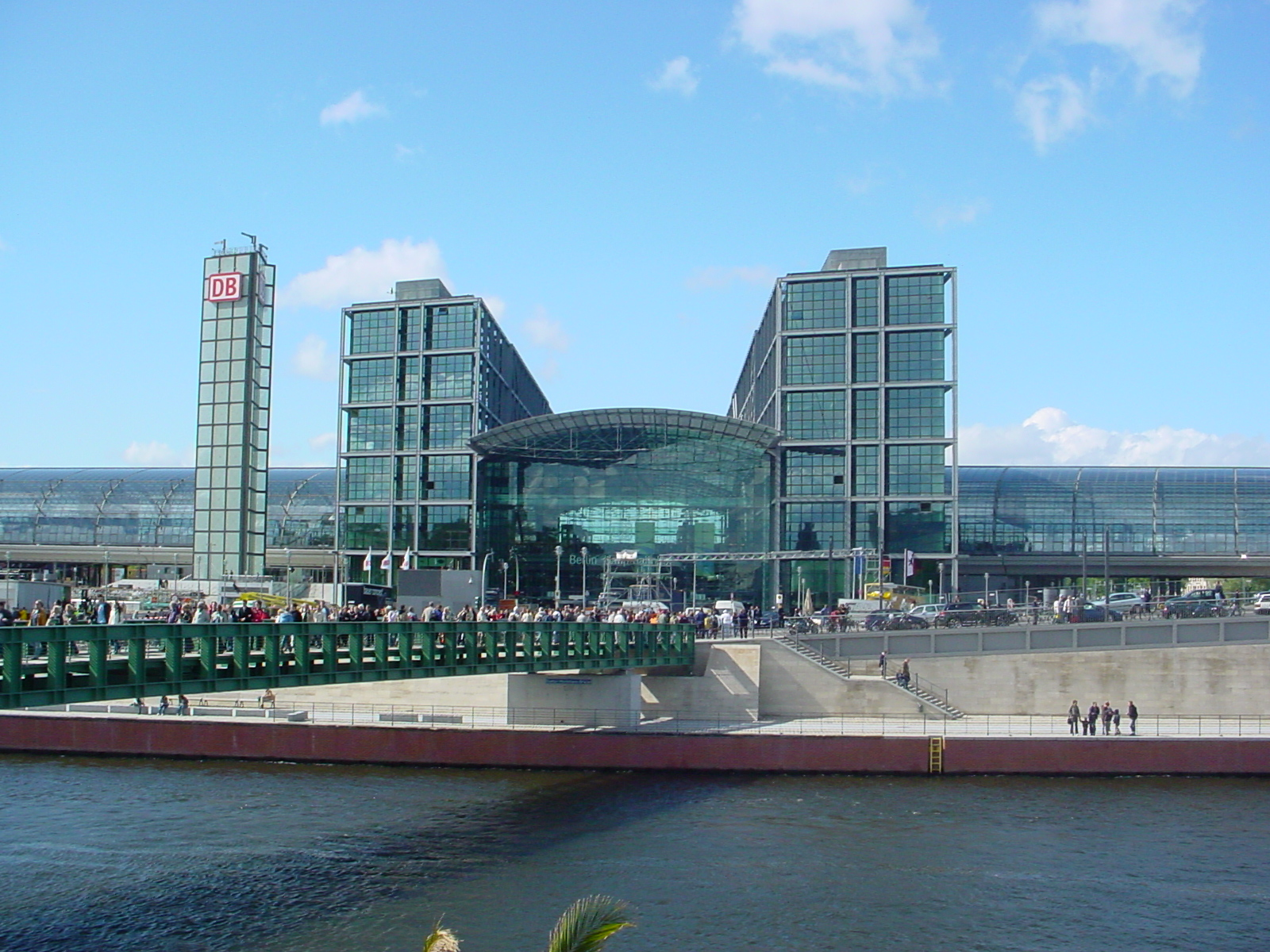
Berlin Hauptbahnhof

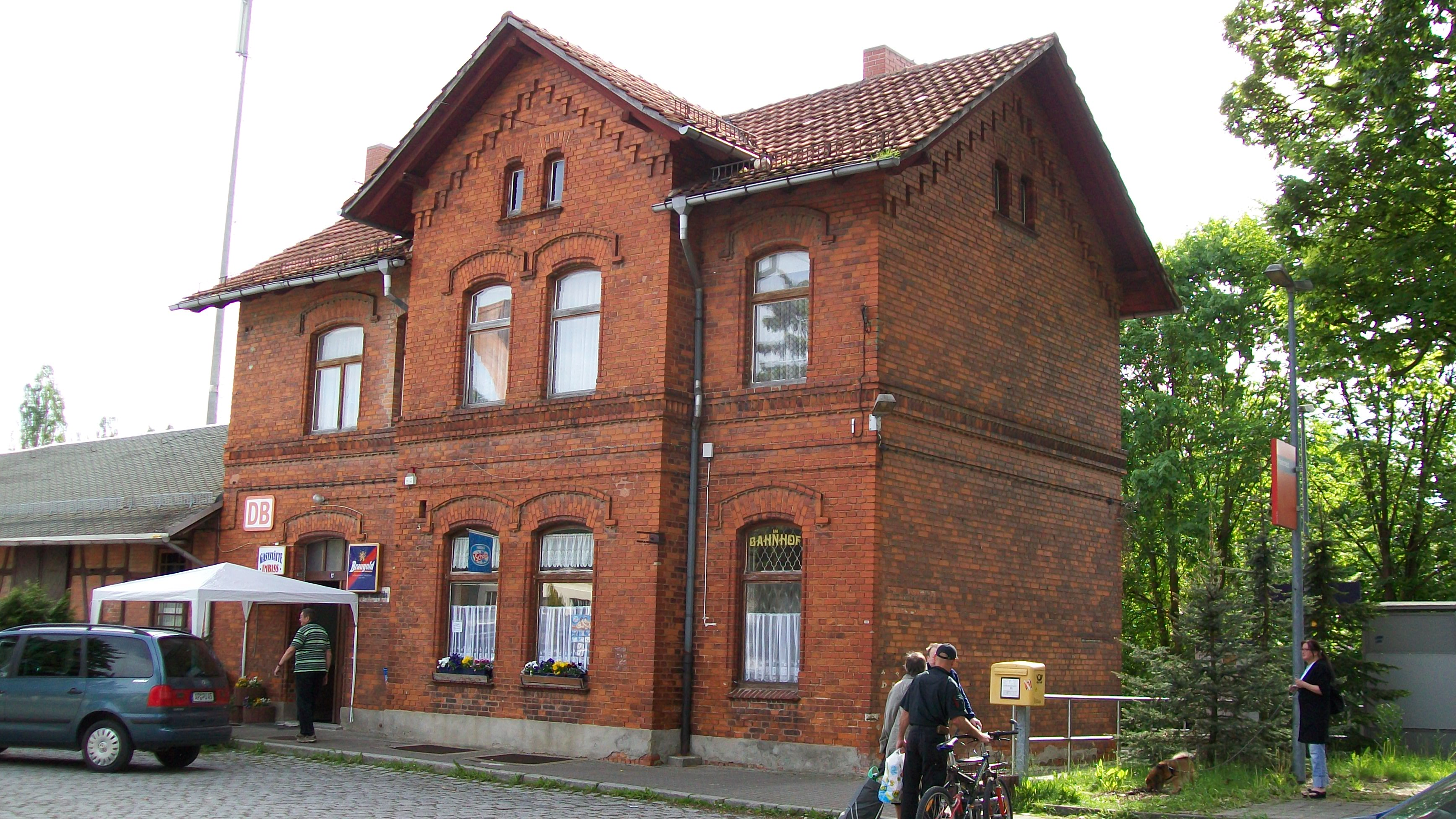
Vasútállomás Kranichfeldben

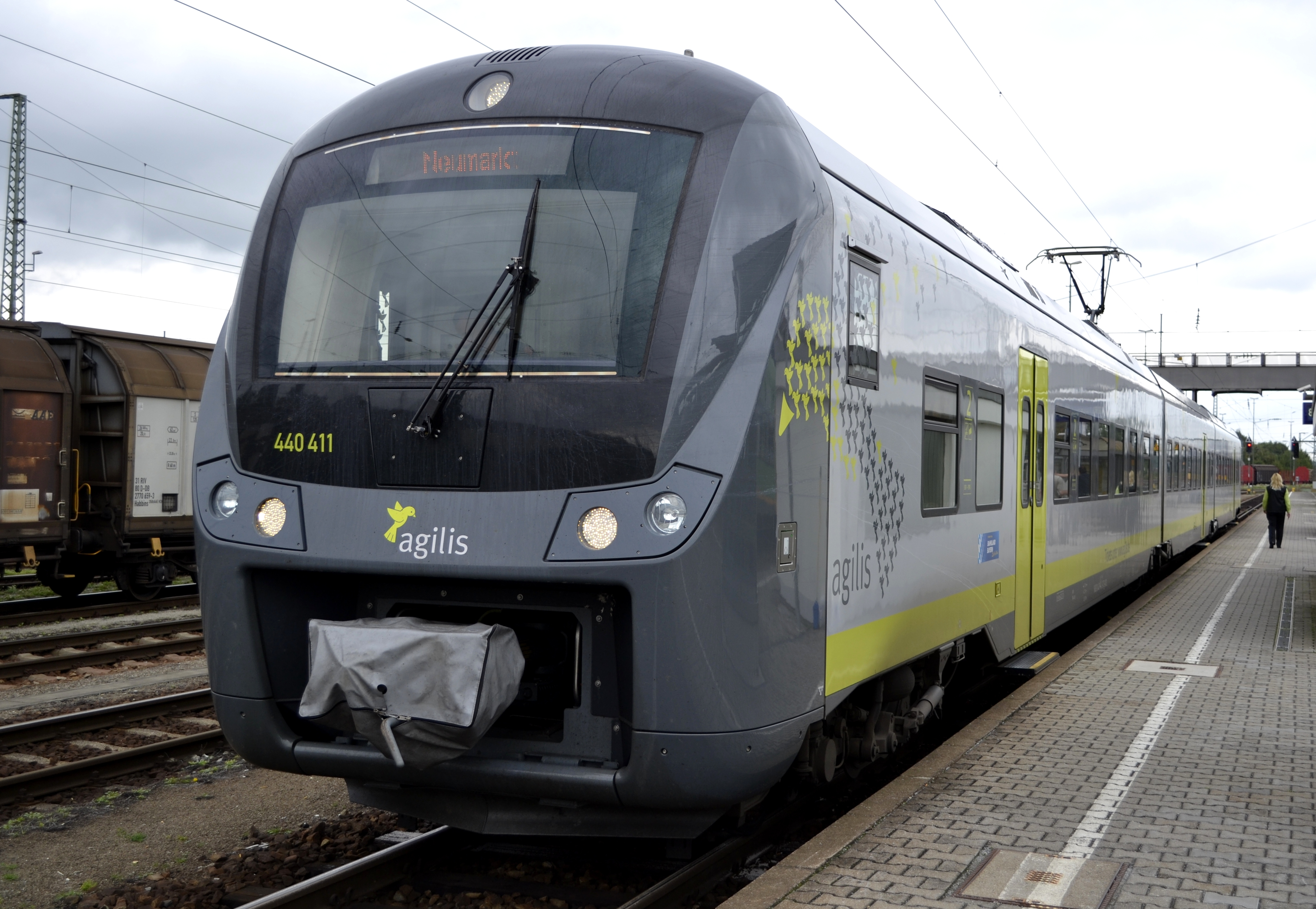
Az Agilis magánvasút egyik DB 440.0 sorozatú motorvonata

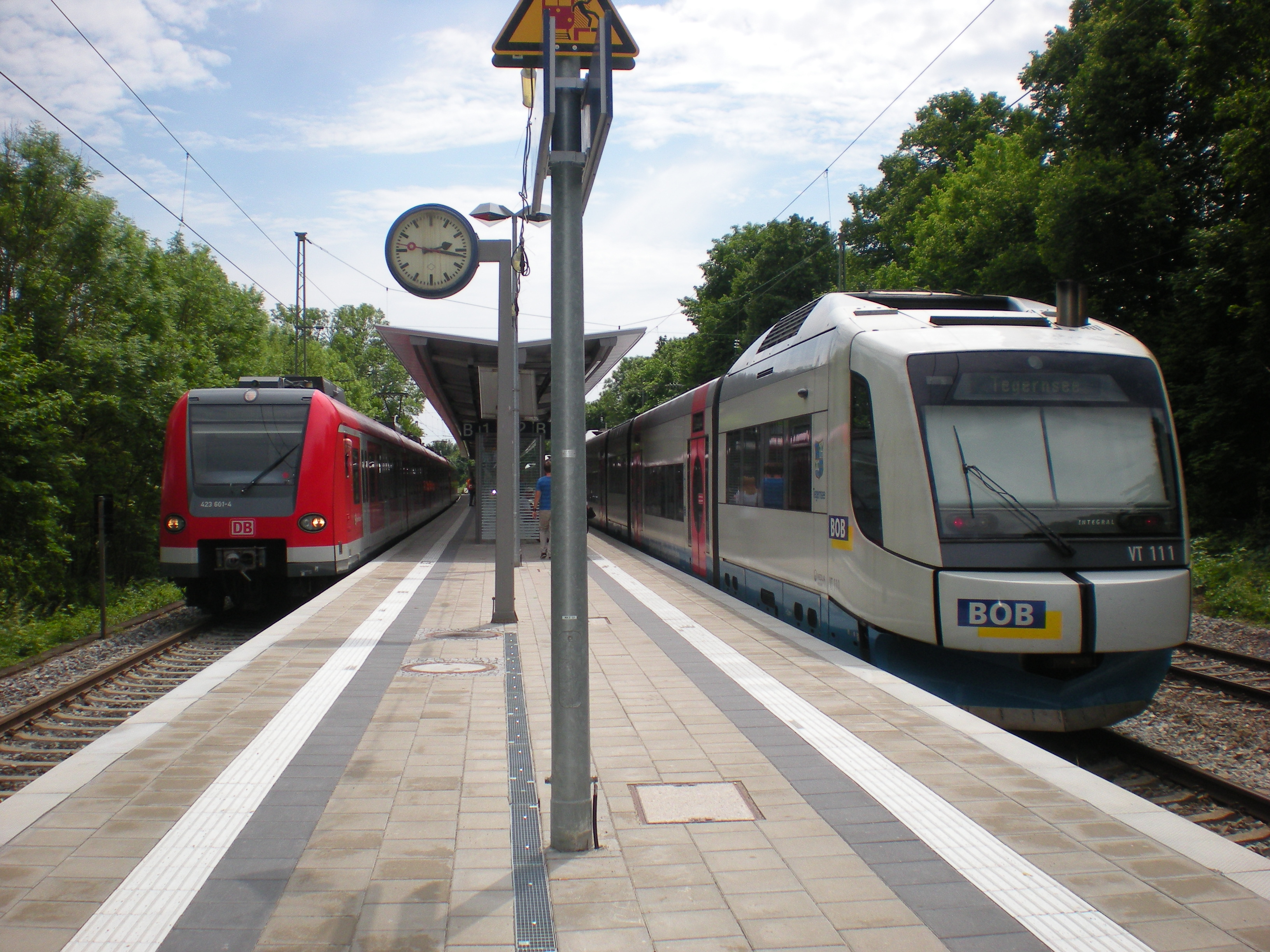
A Bayerische Oberlandbahn és az Müncheni S-Bahn motorvonatai egymás mellett Harras megállónál

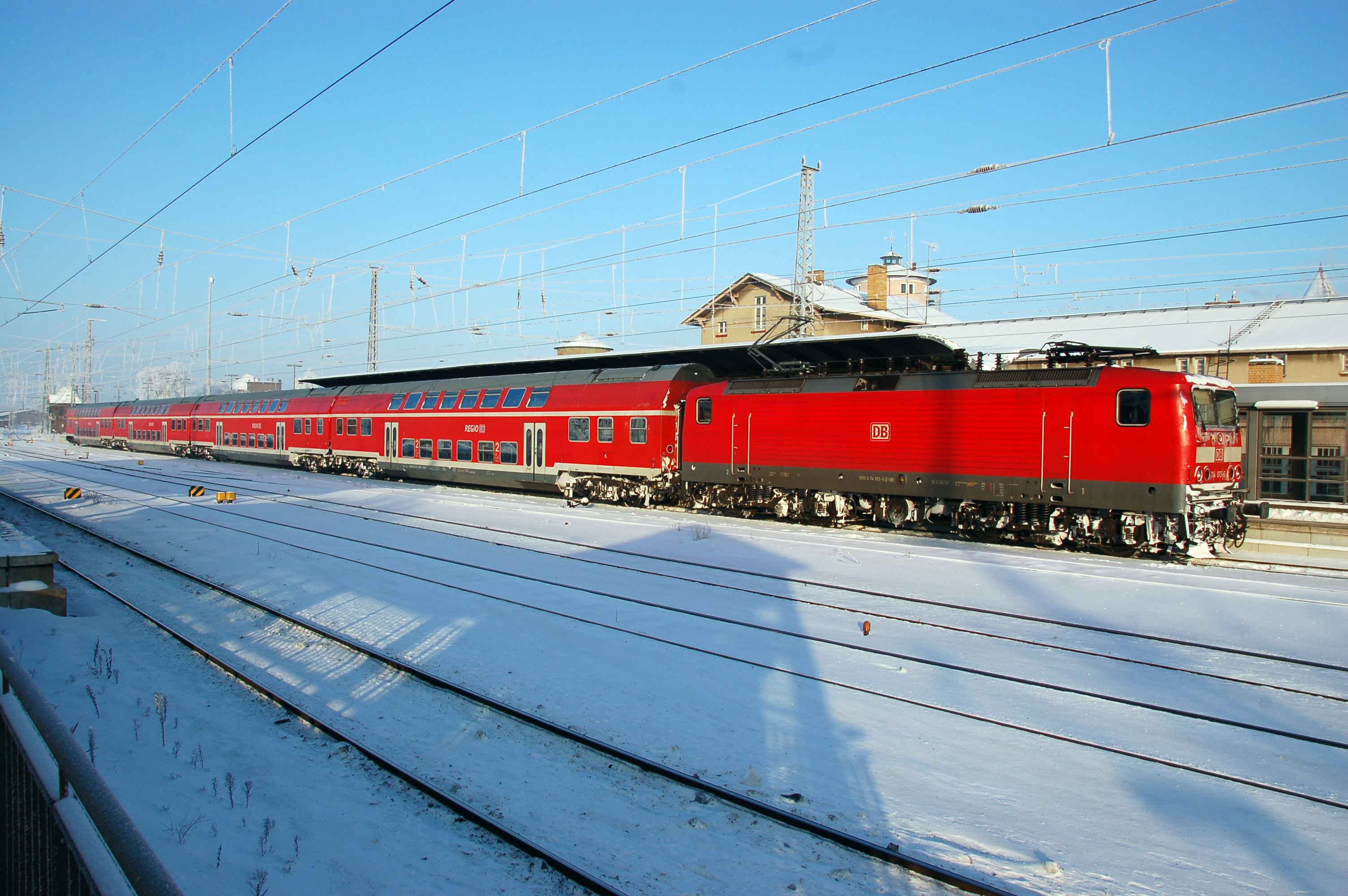
Emeletes vonat

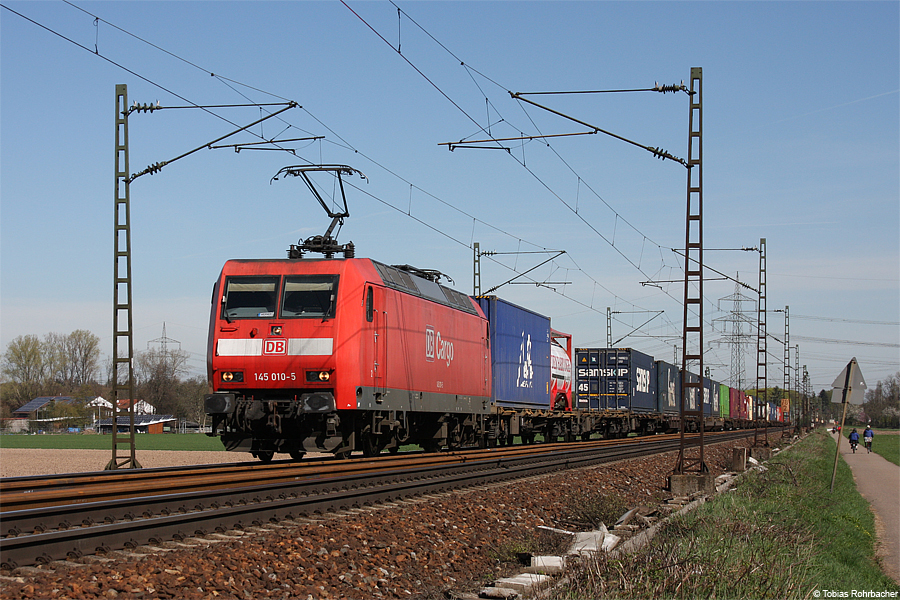
Tehervonat egy DB 145 sorozatú villamosmozdonnyal

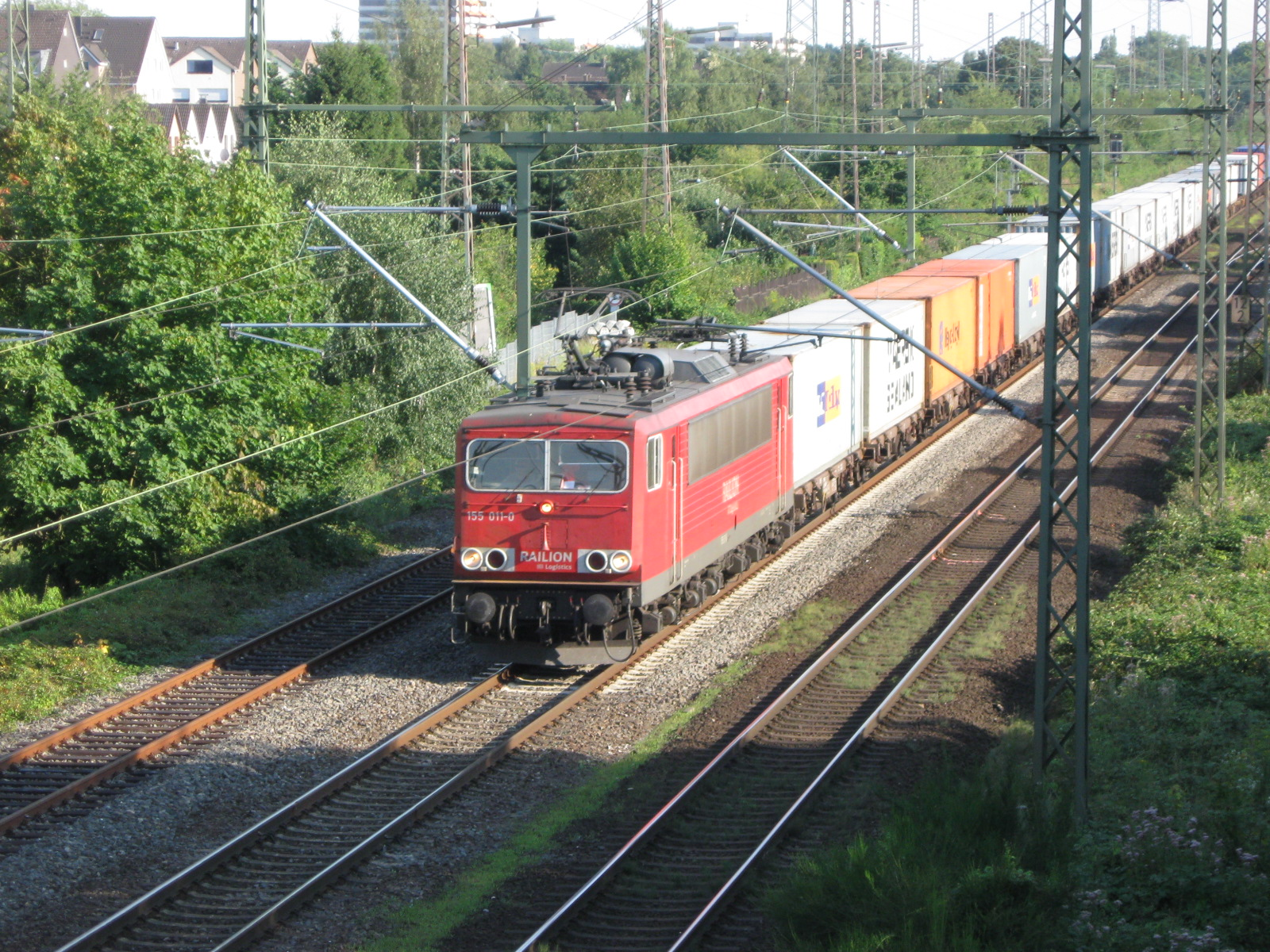
Tehervonat Lintorfnál

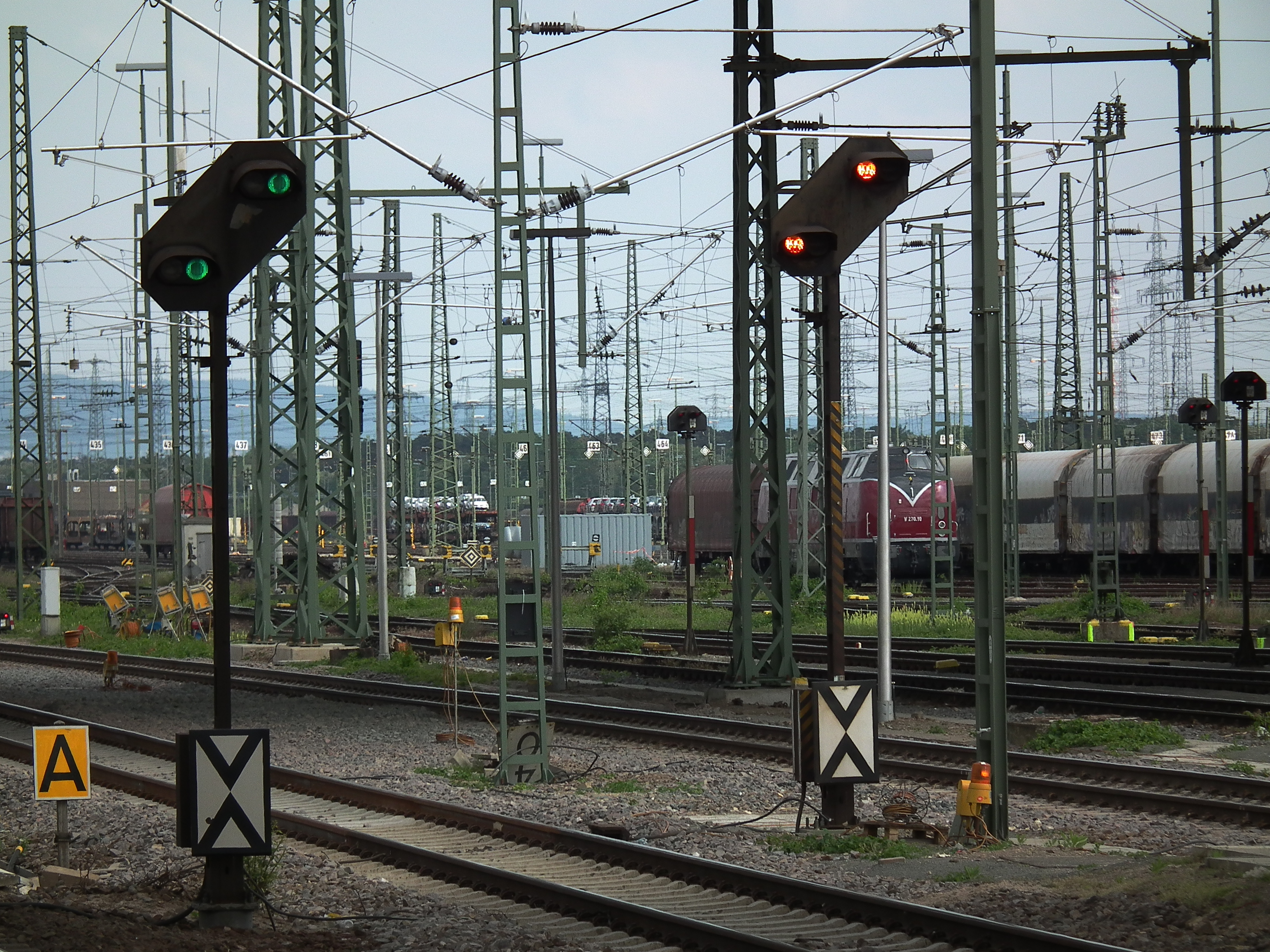
Mannheim rendezőpályaudvar

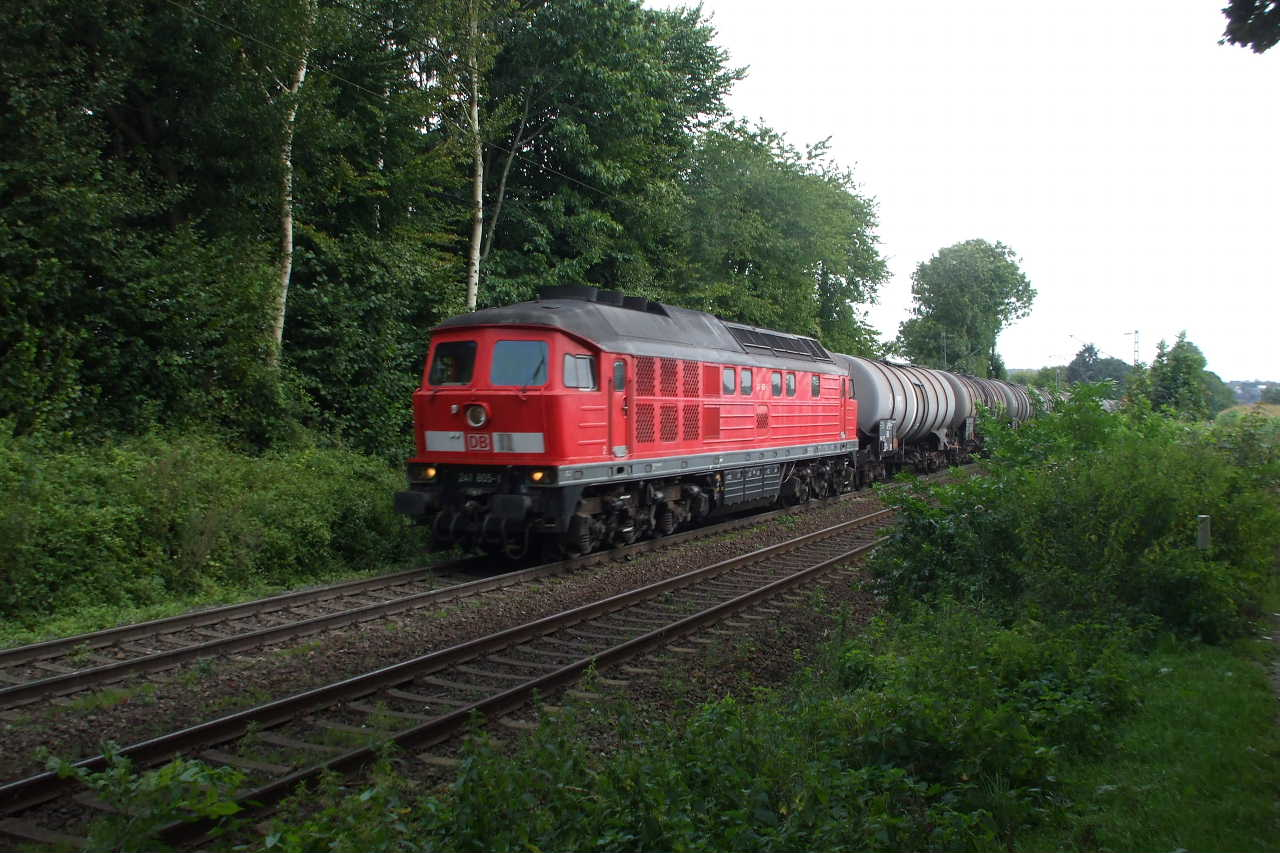
DB 241 sorozatú dízelmozdony

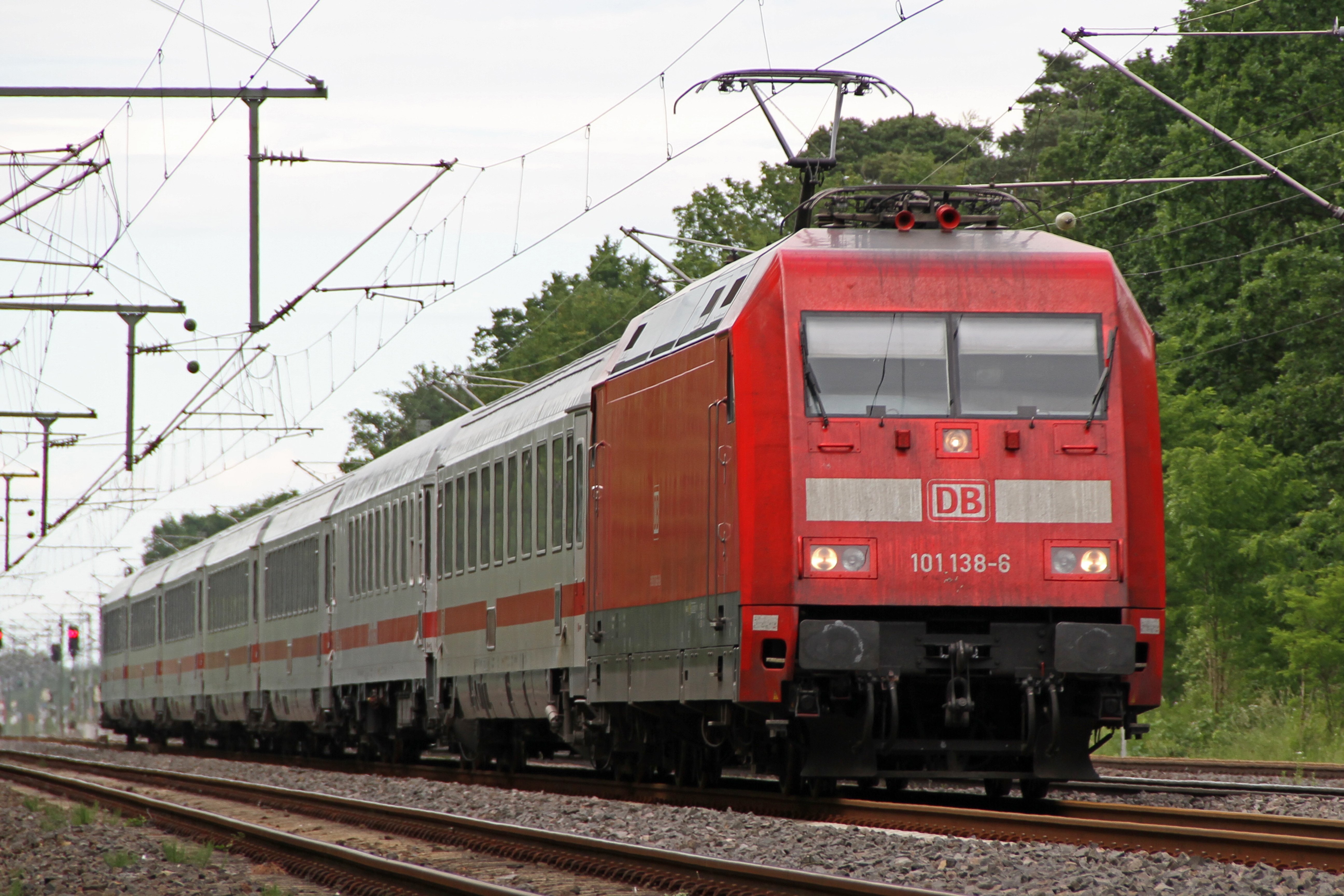
InterCity vonat egy DB 101 sorozatú villamos mozdonnyal

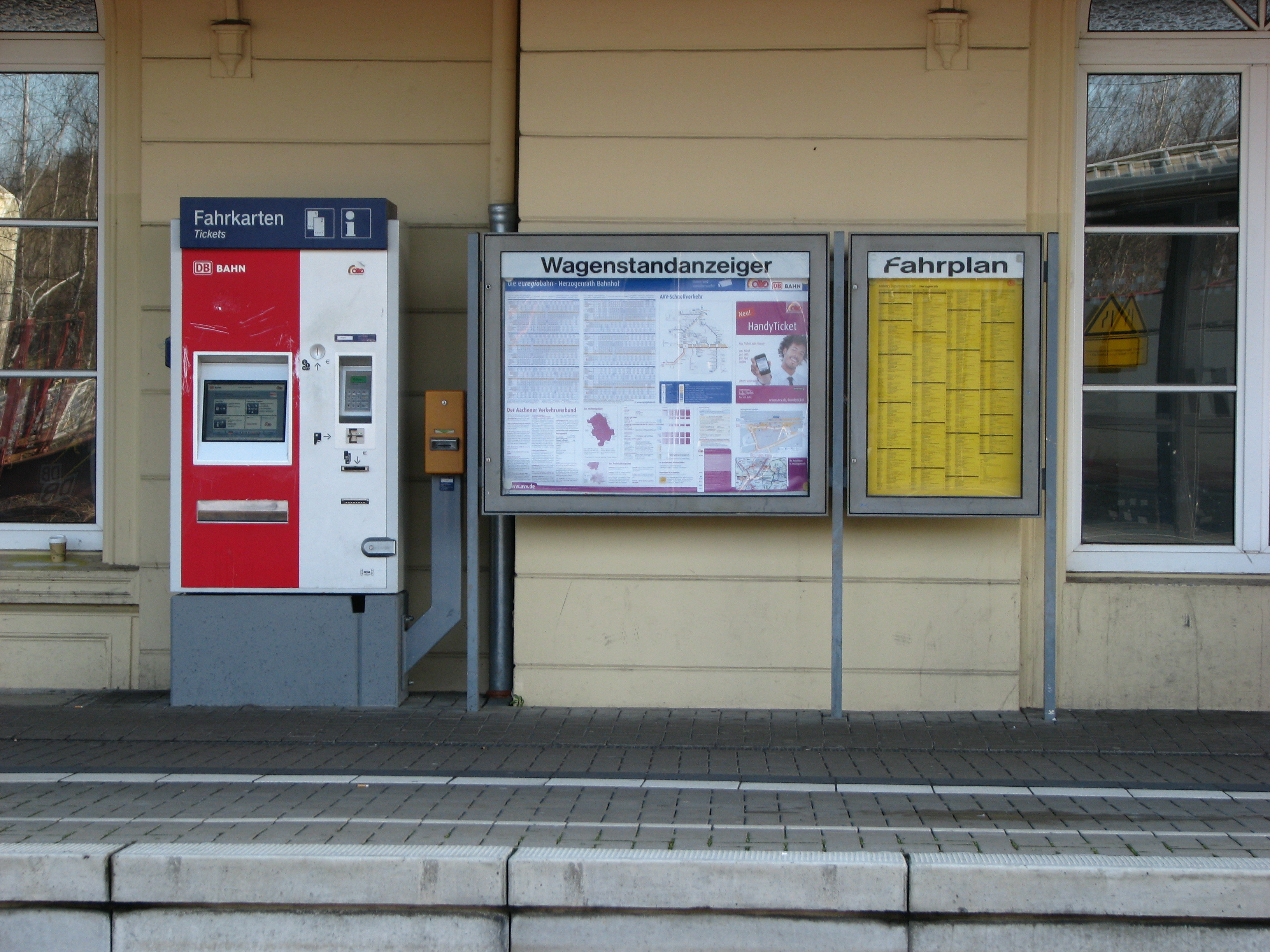
Menetrend és jegyautomata egy állomáson

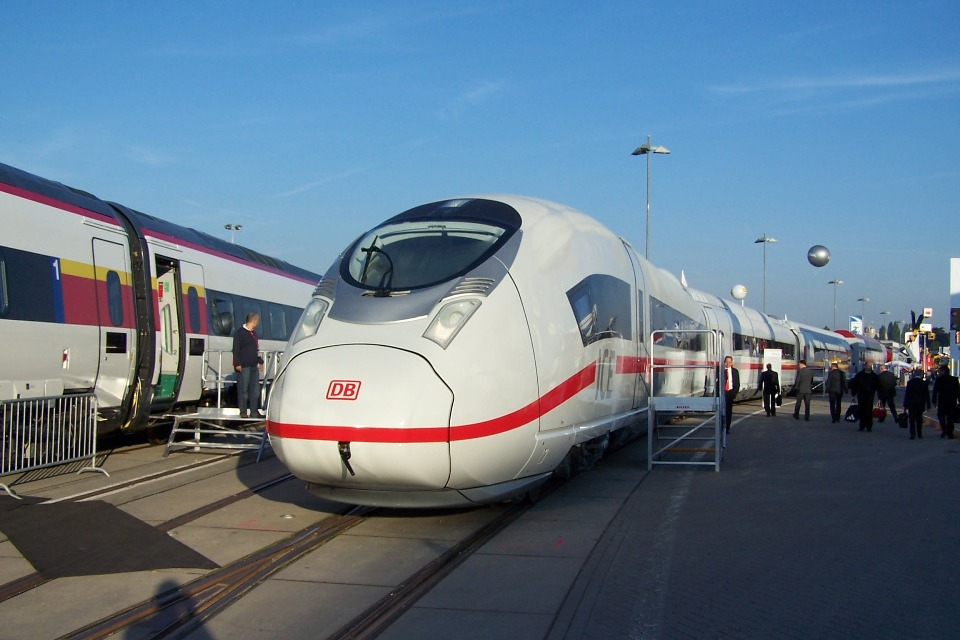
A berlini 2010-es InnoTranson bemutatott DB 407 sorozatú ICE nagysebességű motorvonat

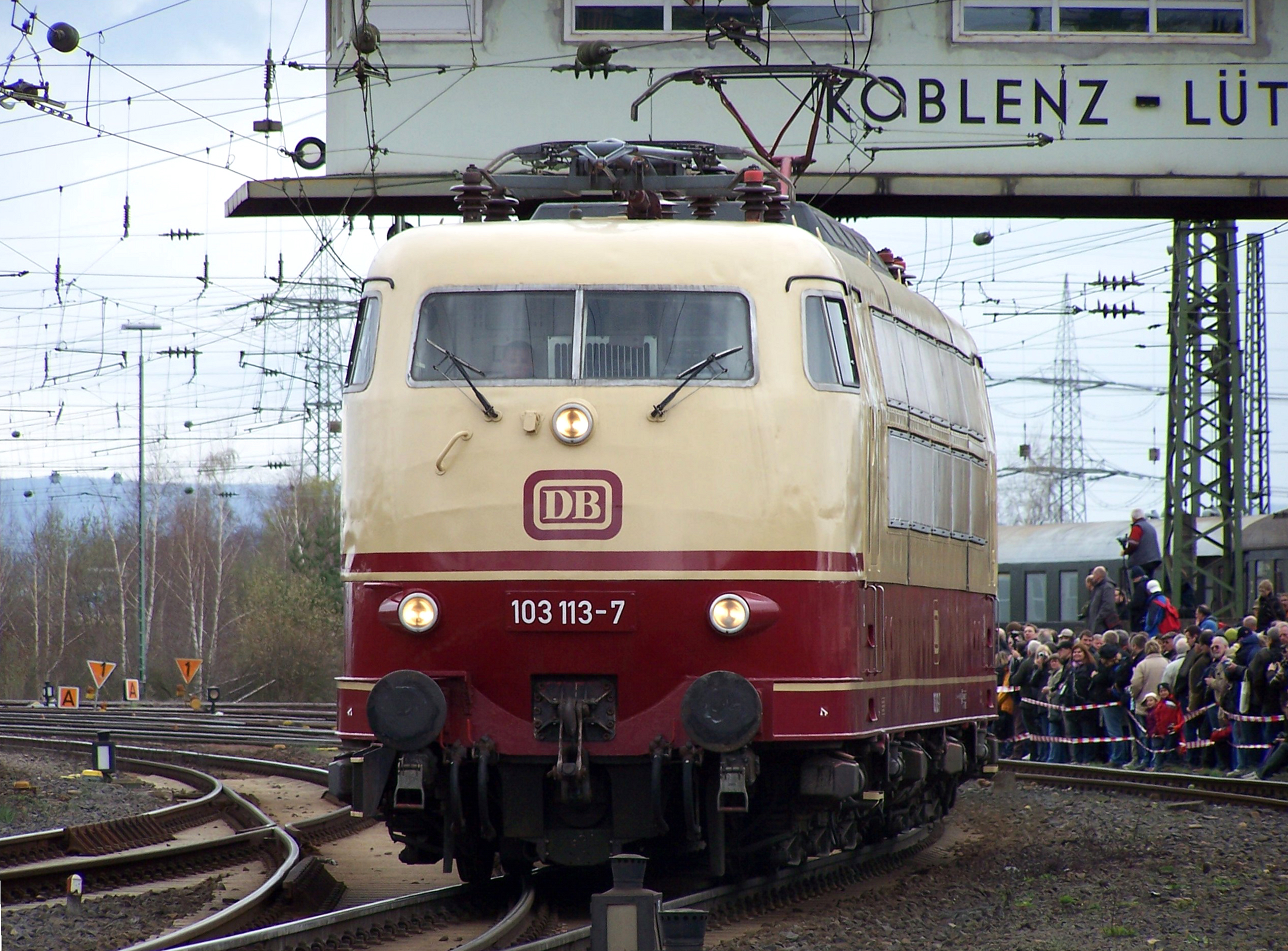
DB 103 sorozatú villamos mozdony, Németország egyik ikonikus villamosmozdonya

Németország vasútja 1990 óta egyfolytában az érdeklődés középpontjában áll. Először a megszűnt Német Demokratikus Köztársaság vasútjait kellett felhozni nyugati szintre. Ez hosszú és fájdalmas folyamat volt. Noha ebből a lakosság leginkább a vonalmegszüntetésekre emlékszik, nem ez volt a fő változás. Az NDK szállítása ugyanis nagyrészt a vasútra épült. Az egyesítés után a teherszállítás volumene a gyárak megszűnése és a közúti közlekedés gyors térnyerése miatt jelentős mértékben visszaesett.
A nyugatról az infrastruktúra fejlesztésére érkezett pénz bámulatos változást hozott. Mára szinte a teljes hálózat átépült és a pályákon a legkorszerűbb motorvonatok futnak. A vonatok sebessége ugyan eléri a nyugati tartományok szintjét az átépített vonalakon, azonban a vonatból mégis más látszik. Az állomások jelentős részét bezárták, a mellékvágányokat felszedték, a rendező pályaudvarokat megszüntették. A megüresedett épületek ablakait bedeszkázták, vasutasok tömegét bocsátották el a munkanélküliség által leginkább sújtott térségekben. Mindeközben a be nem zárt vonalakon szinte kivétel nélkül óránként járnak a vonatok, sokszor mindössze egy mozdonyvezetővel, kalauz nélkül. Pénztárak a kisebb helyeken mutatóban sincsenek, azonban minden megállóba jut legalább egy jegykiadó automata, vagy a vonat viszi magával e szerkezetet.
Nyugat-Németországban nem ilyen látványos a változás. Ott ugyanis évtizedek alatt, fokozatosan jutottak el arra a szintre, ahol lényegében megszűnt az állomásokon a tehervagonok ki- és berakodása, és megnőtt a személyvonatok száma. Végső soron a német vasút él, a személyvonatoknak hála, szinte teljes kapacitását ki is használja.
Az ország vasúthálózatának teljes hossza 41 896, amelyből 41 641 km normál nyomtávú. Ebből 20 053 km villamosított 15 kV 16,7 Hz-cel. Található továbbá 75 km 1000 mm-es és 180 km 760 mm-es nyomtávú pálya is. A kétvágányú pályák aránya magas, és vannak négyvágányú szakaszok is.
Németországban üzemel Európa legfiatalabb járműállománya. A vasúti járművek átlagéletkora mindössze 16 év, ami néhány éven belül a további beszerzéseknek hála további 8 évvel csökkenhet.

## A német vasúti liberalizáció
Az újraegyesített ország két vasútjának összeillesztése kapcsán az egyébként sem egyszerű szervezetű államvasút átláthatatlan lett. Gond volt a vasutasok jogállásával, a szakmai helyett hozott politikai döntések akár helyi, akár szövetségi szinten, a bérköltséggel, illetve az infrastruktúra elmaradt fejlesztésével, melyek együttesen tetemes plusz kiadást okoztak. Így a vasút bonyolult eljárási rend alapján működött, hiányzott az ügyfélcentrikus szemlélet, alacsony volt a szervezet piacorientáltsága, állandóan csökkent a piaci részesedés, átláthatatlan lett az üzleti tevékenység. A veszteségek pótlása jelentősen megterhelte a szövetségi költségvetést.
A kiutat a szervezet átalakításában látták. A vasút költségvetési szervből gazdasági társasággá alakult. Az újonnan létrehozott szervezetet tehermentesítették az adósságai alól. 34 milliárd eurót (mai áron 8500 milliárd forintot) írtak így le. Újraértékelték a vagyonukat, értékesítették a szükségtelen ingatlanokat. A német újraegyesítés okozta különleges terhek ellenértékét a szövetségi költségvetés állta. Megszüntették az ellátási kötelezettséget, amivel a regionális közlekedés finanszírozása tartományi szintű lett. Megtörténtek az intézkedések a vasúti piac megnyitására, a magáncégek megjelenésére.
A fent említett célok megvalósítása nem volt egyszerű, a reform merész politikai döntéseket igényelt. Talán ennek is tudható, hogy a német átalakítás időben egybeesett az ezt előíró EU-s irányelvekkel. Így a döntéseket a kormányok az EU-ra tudták hárítani, még akkor is, ha az ezt célzó rendelet kidolgozásában pont a német kormány jeleskedett leginkább.
1994 és 1999 között a vasúti reform első szakaszában a két cég egyesülése és átszervezése volt előtérbe helyezve. A reform második szakaszában 1999. január 1-jére átalakították a szervezetet és felosztották az új struktúra szerint. A Deutsche Bahn AG holdingba szerveződött, a részei önálló számvitellel rendelkeznek. A feladtok végzésére öt céget hoztak létre. A DB Regio AG fogja össze a helyközi közlekedést lebonyolító cégeiket, a DB Reise&Touristik AG néven alakult cég – 2003 szeptembere óta – DB Fernverkehr AG-ként a távolsági (IC/EC és ICE) közlekedésért felel. A teherszállítást akkor még DB Cargo néven, ma Railion Deutschland márkanéven végzik. A hálózat fenntartását a DB Netz, az állomásokét a DB Station und Service AG végzi.
A változást az elnevezésbe is jelezni kívánták, így 2000 áprilisában a már sok értelmezést megélt DB rövidítés jelentése Deutsche Bahnról Die Bahnra, azaz „a vasút”-ra módosult.
Azóta megindult a visszaszerveződés is. A személyszállítási tevékenység a DB Personenverkehr-hez került, beleértve a távolsági regionális és városi hálózatokat is. A DB Regio AG így újra 43 önálló hálózatra eset szét. Ezek közül négy önálló szám- és üzemvitelt alakított ki, saját járműveket használva.
A vasúti reform második szakaszának legnagyobb újdonsága mégsem a szervezeti átalakítás, hanem egy új, független szervezet létrehozása volt. A Szövetségi Vasúti Hivatal megszüntette azt a káros gyakorlatot, hogy az államvasút önmagát felügyelte, ahogy az majdnem mindenütt szokássá vált Európában. A hivatal megkerülhetetlen tényező: biztonsági, tanúsítási, feladatokat lát el, illetve a hálózat hozzáférés szabályainak betartását ellenőrzi.
Az állami kézben lévő 35593 km-nyi vonallal a DB Netz AG a legnagyobb infrastruktúra szolgáltató Európában. A 44 ezer alkalmazottat foglalkoztató cég kereskedelmi forgalma 3,8 milliárd eurót tett ki 2003-ban. A szigorú EU-s szabályok szerint ennek az összegnek kell fedeznie az infrastruktúra fenntartását.
A pályák Németországban nincsenek elhanyagolva, azokon lassújel csak elvétve látható. Így az erre fordított 950 milliárd forintos összeg vélhetően elegendő a feladataik ellátására. Ez átlagosan 18 millió forint km-ként. Ez fajlagosan 80-szor annyi, mint amit a magyar vasúttársaság költeni képes ugyanerre, hasonló eszközárak mellett. Noha a bérköltség tekintetében jelentős különbségek vannak a két ország között, az látható, hogy a mainál olcsóbb magyar vasút léte illúzió.
Noha a személyszállító vonatok pályahasználati díját a tartományi és szövetségi költségvetésből támogatják, akkor is pontosan utal a magántársaságok súlyára az, hogy azok a DB hálózatán 70 millió km-nyi vonat utat tesznek meg évente, 68,25 milliárd forinttal járulva hozzá a hálózat fenntartásának költségeihez.
Mivel az EU és tagállamai által olyannyira áhított verseny csak az állami pályákon alakulhat ki (tekintve, hogy a magánkézben lévő pályák mennyisége és jelentősége csekély), így nem érdektelen annak vizsgálata, mekkora részt is képviselnek a magánvasutak.
A bevétel 40%-a a DB regionális vonataiért, 19% a DB távolsági vonataiért, 17% a Railion tehervonataiért, 18% a pályás és egyéb „belső” cégektől, míg mindössze 6% érkezik a külső, magán ügyfelektől.
Ezek az arányok nem változnak jelentősen akkor sem, ha a bevétel helyett a menetvonal távolságok összegét nézzük. Így a magán üzemeltetők részesedése 7%.
Érdekesebb a kép, ha a DB Netz ügyfeleinek számát tekintjük. A 307 nyilvántartott társaság közül mindössze 21 tekinthető belsős, azaz DB cégnek. A 286 „külső”, azaz magántársaság közül 133 személyszállítási, 155 árufuvarozási, 46 pályaépítő cég és 26 egyéb ügyfélként van számon tartva. Ezek a társaságok mára a hálózat több mint felére igényeltek legalább egy menetvonalat.
Noha a 7%-os összesített részarányuk nem tekinthető meghatározónak, a növekedési ütem mindenképp biztató. 1998-ban még csak 130-an voltak, éves összfutásuk elérte a 12 millió km-t. Évről évre 10 millió km-rel nőtt a futásteljesítmény, és 30-cal a számuk. Azért korai volna a DB trónfosztásáról beszélni. Ezzel a növekedési ütemmel is 40 év múlva lennének képesek együttesen akkora teljesítményre, hogy egyenlő méretűek legyenek a Railionnal.
Az mindenesetre sok mindent elárul a 286 magáncégről, hogy a 70 millió vonat kilométeres teljesítmény harmadát egyetlen cégcsoport 33 leányvállalata végzi. Európa több országában jelenlévő Vivendi cég vasúti részlege Connex néven a Föld 17 országában nyújt vasúti szolgáltatásokat. A német részleg 3000 dolgozót foglalkoztat. A cégbirodalom német részét két cég fogja össze. Az egyik a személyszállítást (Connex Regiobahn), a másik az árufuvarozást végzi.
A sok szempontból különleges Berlin–Malmö közötti éjszakai vonat egyik érdekessége, hogy a német szakaszon nem a DB mozdonyai vontatják a kocsikat. Azzal a svéd üzemeltető cég már 2000 novemberétől egy magáncéget, nevezetesen a Georgs-Verkehrs-GmbH-t bízta meg.
2002-ben jelentek meg az első külföldi társaságok a német pályákon. Az első fecske a belga Dillen&LejeuneCargo (DLC) volt, melyet nem sokkal követett a luxemburgi államvasút leányvállalata, az EuroLux Cargo.
A magánvasutak tulajdonságait tekintve hasonló jelenségek figyelhetők meg, mint a svédországi helyzet elemzése kapcsán.
Az államvasúti pályát nem nagyon adott annak tulajdonosa magánkézbe 2000 után. Erre többnyire akkor adódik elméleti lehetőség, ha egy szakaszon a tartomány nem kíván személyszállítást finanszírozni, és a teherszállító cég sem használja a vonalat. Ilyenkor a magánüzemeltető elvben átveheti a pályát, bár kérdéses, miért tenné. Személyvonatokat ő sem fog tudni közlekedtetni, mert nem éri meg tartományi ellentételezés nélkül. Olyan teherforgalmat meg nehéz szervezni, hogy megérje a pályát és a járműveket is üzemben tartani. Így maradnak a „speciális” felhasználási módok. Ezek közé tartozik, ha egy vasútbarát egyesület veszi át a pályát, és nonprofit módon, társadalmi munkában muzeális korú járművekkel turista vonatokat indít. Újabban a kézzel, vagy lábbal hajtott hajtányozás divatja kezd elterjedni Európában e felhagyott vonalakon Ausztriától Belgiumig mindenhol.
Több száz kilométernyi magánvasúti pályán mégis bonyolódik személyszállítás. E helyzet főleg a nyugati tartományokban fordul elő. Ennek oka, hogy a pályákat anno szakaszonként más-más cég építette magának. Néhány társaság elkerülte az államosítást, és azok a mai napig önállóan végzik tevékenységüket. Szép példa erre az Altona-Kaltenkirchen-Neumünster Eisenbahn AG esete. Jogelődjük 1883 júliusában alakult. Az 1979-es újraformálás során alakultak ki a mai tulajdonosi szerkezet. E szerint a társaság 50%-a a hamburgi szabadállam tulajdona, 49,89%-os tulajdonos Schleswig-Holstein tartomány is. A maradék 0,11% kisrészvényesek tulajdonában van. A cég 119 km saját és némi állami pályán végez személyszállítást, és teherforgalma sem elhanyagolható.
A legnagyobb magánvasúti hálózat a hamburgi kikötő területén található. A cég azonban a 375 km hálózat fenntartását végzi mindössze, a pályahasználatra a Railionnak van szinte kizárólagos lehetősége.
Svédországhoz hasonlóan több tartomány és önkormányzat belefogott vasútvállalat alapításba, de az üzemeltetési sikerek az újonnan alapított cégek esetén rendre elmaradtak, emiatt hamarosan szakmai befektetők után néztek. Így került a német piacra az eredetileg brit autóbusz társaságként létrejött, majd a brit vasút privatizációban jeleskedett Arriva. Ők a Connexhez hasonlóan majd minden liberalizált hálózaton előfordulnak koncessziós üzemeltetőként.
Tovább csökkenti a magántársaságok piaci részét, hogy néhány esetben a DB Regio is alapított magántársaságra hasonlító vasútüzemet. Erre példa az Usedomer Bäder-Bahn (UBB), mely 100%-ban állami cégé. A Keleti-tenger egyik szigetén levő hálózat 2002 vége óta lett a német hálózat szerves része. Ekkor készült el ugyanis a vasúti híd a sziget és a szárazföld között. A 84 km-nyi hálózat jelentős részén a tehervonatokon kívül a pályát is ők felügyelik.
Noha a személyszállító vasúti magántársaságokat államvasúti cég eddig még nem próbálta meg felvásárolni, de a teherszállítási piacon már tett ilyen kísérletet. Elemi erejű felháborodást váltott ki, amikor a Railion legnagyobb belföldi konkurensét kívánta felvásárolni. A tiltakozás érthető, az alig megkezdődött liberalizáció máris hamvába hullna, ha a sikeresebbeket az állam időről időre felvásárolná.
Noha a magántársaságok többsége kizárólag a teherszállításban érdekelt, a legtöbb cég eszközállománya igen szerénynek mondható. A társaságok inkább csak a szervezésben jeleskednek, a pályához hasonlóan az eszközöket is lízingelik vagy bérlik. Erre a célra tucatnyi vállalat alapult. Az összes jelentősebb gyártó alapított ilyen társaságot, mely az általuk gyártott járműveket kölcsönzi. Ez nemcsak a mozdonyokra igaz, hanem a tehervagonokra is.
Külön csoportot jelentenek a magántársaságok között a pályaépítő cégek. Ők is előszeretettel fordultak engedélyért a hatósághoz. Tekintve, hogy szakképzett dolgozóik eddig is vezették a sokszor önjáró pályaépítő és fenntartó gépeiket.
A helyi közlekedésben az ország szinte teljes területén közlekedési szövetségek alakultak, melybe a térségben jelen levő majd minden közösségi közlekedési szolgáltatást nyújtó vállalat belépett. Ez sokszor nem jelent ugyan párhuzamos infrastruktúrákat, de szükségtelené teszi újabb jegy és bérlet vásárlását átszálláskor. E társaságokba – a turisztikai célú vasutak kivételével – minden társaságnak érdeke belépni, mivel az utasok két pont között úgyis azt a társaságot választanák, amely elfogadja a bérletüket, és nem fognak e mellé jegyet is venni.
A koncessziós magántársaságnak nincs lehetősége arra, hogy kimaradjon a szövetségből, abban részt venni ugyanis szerződésben rögzített kötelessége. Ugyanilyen elvárás, hogy az államvasút által biztosított kedvezményeket ugyanolyan feltételekkel biztosítsa. Ez garancia arra, hogy az átállás miatt az ebben érintett települések lakosságát nem éri hátrány.
Az egyértelmű, hogy a vonatok üzemeltetőinek a pályák használatáért díjat kell fizetni. Ennek mértéke országonként eltérő. A példa kedvéért a német vasút esetében ismertetem, hogy milyen szempontok alapján kalkulálják ennek mértékét. A díjfizetés elve általában hasonló, csak annak összege mutat jelentős eltéréseket.
A pályahasználati díj moduláris felépítésű. Az alapár hatféle távolsági, kétféle helyi és két városi menetvonal kategórián alapszik. Az alapárra 1,2-szeres szorzó jön, ha telített vonalon akar a társaság közlekedni. Külön szorzók növelik az alapárat a terméktényező szerint. E csoportban ötféle személyszállító és négyféle tehervonati osztály van. Ezen felül további szorzók vannak a különleges tényezőkre. Ilyen tényező lehet a gőzvontatás, rakminta túllépés, a túlsúlyos, tengelysúlyos, ívpótlékos közlekedés. Az alapár és a szorzók együttesen adják meg a közlekedési díjat.
A diszkriminációmentes menetrend megalkotásához különleges elosztási és prioritási szabályokat vezettek be. A 2004-es évre beadott 46 700 menetvonal-kérelem közül 10 200 érintette egymást. Ebből 10 000 esetben megoldható volt az elosztás a menetvonalak néhány perccel való eltolásával. 200 esetben kellett alkalmazni a prioritási szabályokat, melyet végül az érintettek elfogadtak. Mindössze egyetlen esetben került sor ajánlattételre, de végül visszalépés miatt ezt az eljárást le sem folytatták. Látható, hogy a diszkriminációmentes elosztás lehetséges állami vállalat, államvasúti alkalmazottak által is.

## Németország vasúti személyszállítása
A nagy népsűrűség, a nagy számú, sűrű forgalmú elővárosi vasútvonal, a városokban található kevés parkolóhely együttesen vezetett oda, hogy Európában a német hálózaton bonyolódik a legjelentősebb személyforgalom: évente 1,7 milliárd (!) utassal. E teljesítménnyel a német vasutak 8,5%-os piaci részesedéssel rendelkeznek a személyszállítási piacon.
A DB AG által megadott adatok minden bizonnyal tartalmazzák a koncessziós vasúttársaságok teljesítményét is, mert a DB Regio cégek nagyarányú piaci térvesztése nem tükröződik cég a hivatalos statisztikáiban.
A példa kedvéért tekintsük át, hogy Schleswig-Holstein tartományban 2005-ben milyen részesedési arány várható a regionális forgalomban a vonatkm teljesítmények alapján:
A DB AG két érdekeltsége, a Regionalbahn Schleswig-Holstein és az Hamburgi S-Bahn 56,5%-át birtokolja majd csak a piacnak. Részesedése a tortából talán már 2006-ban 50% alá csökken. A Connex leányvállalat Nord-Ostsee-Bahn 28,7%-os részesedése igen impozáns és növekvő tendencia, évente egy-két vonallal nő az ellátási területük. A már korábban bemutatott AKN 8,6%-ának jelentős részét az általa tulajdonolt pályákon éri el. Őket egészíti ki két kisebb cég: a Schleswig-Holstein-Bahn 3,6%-os és a Nordbahn 2,6%-os teljesítménnyel.
Regionális forgalomban már nem alkalmaznak külön vasúti tarifát, a közlekedési szövetségek jó közelítéssel mára lefedik az ország teljes területét. Így a párhuzamos vonat és buszközlekedés nem jellemző, egyszerre nem finanszíroznak két eljutási lehetőséget. Az utasok jelentős része azonban nem használja ki a közlekedési szövetség áldását, és nem választ utazása során több közösségi közlekedési céget. A cégek együttműködése leginkább a havijegyes utasoknak kedvező. A cégek közötti együttműködés nem zárja ki, hogy egyes szolgáltatók extra kedvezménnyel csábítsák magukhoz az utasokat. A vasutakon például törzsutas programot vezettek be. A rendszeresen vonattal utazók meghatározott összegért 25, vagy 50%-os kedvezményre jogosító úgynevezett BahnCardot vehetnek, ami az érvénytartama alatt korlátlan számú kedvezményes menetjegy váltására jogosít.
Noha a BahnCard az egyik legsikeresebb ilyen kezdeményezés volt Európában, mely aztán elterjedt Franciaország, Hollandia, Svájc, Ausztria és Magyarország vasútjain is, a DB meggondolatlan üzletpolitikája, a kedvezmények csökkentése és az árak növelése viszont éreztette a negatív hatását. A távolsági forgalom bevétele emiatt egyetlen év alatt 11%-kal csökkent! A német díjszabás az egyik leggyorsabban változó ma Európában. A kedvezmények és az elvek minden évben jelentősen változnak, akár többször is. A német díjszabási politikát mégsem a rugalmasság, hanem a kapkodás, rögtönzés, a piaci hatás fel nem mérése jellemzi.
Az évi 1,7 milliárd utas nem kevés, annak ellenére sem, hogy a vonatok sokszor egész nap csúcsidei kapacitással közlekednek, napi 2-4 órát leszámítva alacsony kihasználtsággal. Ez és az óránkénti, félóránkénti közlekedés az ára annak, hogy az utasok hajlandóak legyenek vonatra szállni. A regionális forgalomban sok apró tényező érzékelteti a hatását. Egy sétálóutca kialakítás, a közúti közlekedés bármilyen korlátozása, a benzin árának megemelése, új vonatok indítása, új elővárosi gyorsvasúti vonal (S-Bahn) megnyitása mérhetően megnöveli az utasok számát. Természetesen ugyan ez igaz a másik irányban is igaz. A jegyárak év végén tervezett 3,5%-ot is elérő átlagos emelése heteken át címlapos téma volt valamennyi német napilapban. Ez nyilván azért van így, mert széles tömegeket érdekel, pedig konkrét esetben „csak” a távolsági vonatokról volt szó.
A távolsági szállításban az DB két vonatkategóriával van jelen: IC/EC és InterCityExpressz vonatokat üzemeltet. A napi 1302 távolsági vonattal 2003-ban 117,3 millió utast szállítottak, mely az „átgondolt” díjszabási módosítások miatt 8,6%-kal kevesebb a 2002-es évi adatnál.
Tekintve, hogy a távolsági forgalomban már a legalacsonyabb kategória az IC, és helyi forgalomban már nincs DB tarifa, így az IC vonatok pótjegyfizetési kötelezettségét eltörölték. Az ICE-k pótjegyét pedig a jegy fajtája és az igénybe vett szakasz nagysebességű volta befolyásolja. A helyjegy váltása csak napi két-három pár ICE Sprinter vonatra kötelező. A DB tavaly bevezette, hogy a jegykiadó-automatából vásárolt távolsági jegy mellé ingyen ad helyfoglalást is.
A 2005-ös év újdonsága a távolsági forgalomban a fapados jegyek bevezetése volt. A nyár folyamán minden napra korlátozott, de több tízezres számban árultak olyan jegyet, mellyel 29 eurós fix árért az ország két kiválasztott állomása között lehetett távolsági vonattal utazni. E jegyek minden napra az utolsó darabig elfogytak.
Már több éve él a SparNight globáldíj is. A Németországban közlekedő közel összes éjszakai vonaton bevezették ezt a viszonylattól általában nem függő díjszámítást. Ülőhelyes kocsiban 29 euróért lehet utazni a vonat két állomása között, még ha az egyik külföldön is található. E szabályzat ugyan megnövelte az ilyen vonatok kihasználtságát, és vélhetően sikerült is vele növelni a bevételt, de kérdéses, hogy ezen az áron telt ház esetén kifizetődő lesz-e a szolgáltatás. Amennyiben nem, az éjszakai közlekedés lassan kihal a fapados repülőtársaságok szorításában. Egyelőre úgy tűnik, e szolgáltatás ha nem is fejlődik, de nem is sorvad. A meglevő járművek emelt szintű felújítása nemrég történt meg, és új vagonok beszerzésére is volt példa az elmúlt pár évben.
Megállapítható, hogy a német vasútnak a legnagyobb ellensége a saját díjszabása. A magas, versenyképtelen jegyárak nagymértékben csökkentik az utasok számát. A német lakosság kevés dologban egységes, de az egyik ilyen a vasúti jegyárak kérdése. Nem véletlen, hogy a DB vezérigazgatója az ország egyik legnépszerűtlenebb embere, és fizetésének nagysága is állandóan felháborodás tárgya. Kétségtelen, a német vasút évi 4500 milliárd forintos állami és tartományi támogatása hatalmas összeg, ezért a pénzért az utasok magasabb szolgáltatást és alacsonyabb árakat várnak. A DB összes bevételének 64%-a állami támogatás. Ez az arány hasonló a magyar átlaghoz. A német cég az állami támogatás felét fejlesztésre fordítja.
Ehhez képest jelképesnek is tekinthető az a 75 milliárd forint, amit a DB soha meg nem valósuló projektekre költ. Ez az összeg közel annyi, amennyit a magyar állam évente a vasútjának ad állandó viták mellett. 

### Hely- és pótjegy váltása
A távolsági járatokra helyjegy váltható, pótjegy nincs. Kötelező helyjegy az éjszakai járatokon és a néhány „üzleti” ICE-járaton, az ICE-Sprinter vonatokon van. Mindemellett érdemes helyjegyet váltani a hosszabb utazásokhoz, különösen a nagyforgalmú napokon. Ekkor az „ülőhelyfoglalás ajánlott” információ jelenik meg az utazástervező programban.
A helyfoglalás hosszabb távolságra erősen ajánlott tehát, de például Hamburg és Berlin között sem árt.
A belföldi IC-szerelvények az ICE-hálózat kiegészítői, olyan helyekre adnak kapcsolatot, ahova a fehér motorvonatok aligha jutnak el. Az IC-járatokra nem kötelező helyjegyet venni. Mi több, Erfurt és Berlin között hétköznapokon csak másodosztályú kocsikkal közlekedő vonat is volt egy időben, de hosszabb távra ide is ajánlott a hullámzó utasterhelés miatt.

## Németország vasúti árufuvarozása
A vasúti teherszállítási piac szinte egyeduralkodó óriása, az állami Railion 267,9 millió tonna árut szállít évente. A magántársaságok összesített árufuvarozási teljesítménye 14,4 millió tonna, amely a GYSEV teljesítményének kétszerese, Luxemburg hasonló adatával egyezik meg, és ez a német vasúti piac 5,4%-ának felel meg.
Az ország nagysága ellenére a teljes forgalom majdnem fele a nemzetközi forgalomban realizálódik, és a teljesítmény növekedése is ennek köszönhető. A teherpiacon meglévő 14%-os piaci részesedése – noha szinte épp az EU-15-ök átlaga – csökkenő tendenciát mutat. Míg ugyanis a szállítási piac évről évre nő, addig a vasúti stagnál, így az állandó árumennyiséghez csökkenő piaci részesedés járul. A 14%-os arány megegyezik azzal, amennyi az ország csatorna és folyó rendszerén történik.

## Nemzetközi szállítás
Németország nemzetközi kapcsolatrendszere nagyon kiterjedt. Ez részben amiatt van, hogy kilenc ország vasúthálózatával is közvetlenül érintkezik. A nemzetközi tevékenység meghatározó részt képvisel a Railion forgalmában. Évente közel 100 millió tonna árut szállítanak nemzetközi viszonylatban, ami a tonnakilométerben mért teljesítmény bő felét adja a társaságnál. Nem véletlenül alakított ki stratégiai kapcsolatokat a cég a környező országok vasúttársaságaival.
Ezek az együttműködések, szövetségek nemcsak a dán és holland árufuvarozási cég felvásárlását jelentik, hanem a nemzetközi személyszállításban is közös kedvezmények nyújtását, egymás törzsutas kártyájára való kedvezményadást a nemzetközi vonatokon. Külön öröm a német vasút számára, hogy az unió keleti bővítése révén mára csak Svájc nem az EU tagja a szomszédai között. Így jelentősen lecsökkent a határállomásokon a technológiai idő, az lényegében csak az esetleg szükséges mozdonycsere idejére korlátozódik.
A határátmenetek forgalma elég vegyes. Vannak olyan helyek, ahol főleg a személyszállítás van, de olyan is ahol a teherszállítás dominál. Vannak határátmenetek, ahol a két ország közötti közlekedés kimerül egymás határállomásaira regionális személyvonatokkal való bejárására, vagy csak kevés átmenő vonat fordul elő. Minden országgal van egy, legfeljebb kettő nagyobb személy és áruforgalmú vasúti határátkelő. Ez talán jól is van így, autópályák sem metszik oly sűrűn az országhatárokat. A német vasút nagy hangsúlyt fektet vontatójárműveinek szomszédos országokban való használhatóságához. A hasonló vasúti rendszert alkalmazó Ausztria felé a német mozdonyok Bécsig lejárnak, míg az erre alkalmas osztrák (és magyar) mozdonyok Németország legészakibb részeire is feljuthatnak. Hasonlóan jól áll a Svájcon áthaladó vonatok kérdése. Itt mind a svájci, mind a német vasút több áramnemű mozdonyok üzembe állítását tervezi, kölcsönösségi alapon. Egyelőre akadozik a gépcsere nélküli közlekedés a cseh–német és német–lengyel átmeneteken, ami jó ideig fennmarad még, a rendszerek eltérősége miatt.
A fajlagosan némileg drágább, de kevesebb műszaki problémával jár a nemzetközi forgalomban a dízelmozdonyos vontatás. Az ezzel történő közlekedés főleg a magántársaságok jellemzője, de még a Railion is alkalmaz ilyen módszereket például Hollandia irányába.

## Adatok
2003-ban Németország vasúti hálózata 41 500 km hosszú volt. Ebből 20 140 km villamosított. Az összes vágány hossza 80 250 km.
A DB-nek és a kb. 150 db magán-vasúttársaságnak összesen 14 500 mozdonya, motorvonata volt:
- 3326 db villamosmozdony
- 5575 db villamos motorvonat
- 2733 db dízelmozdony
- 2750 db dízel motorvonat

## Vonatnemek

### Deutsche Bahn
- Távolsági forgalom:
  - InterCityExpress (ICE – nagysebességű motorvonatok belföld városok között és néhány szomszédos (Hollandia, Belgium, Svájc, Ausztria, Franciaország) országba.
  - EuroCity (EC – nemzetközi, nagy távolságú vonat)
  - InterCity (IC – nemzeti, nagy távolságú vonat)
  - Schnellzug (D – gyorsvonat, már csak elvétve közlekedik néhány)
  - EuroNight (EN – nemzetközi, éjszakai vonat)
  - DB NachtZug (NZ – nemzeti és nemzetközi éjszakai vonat)
  - UrlaubsExpress (nemzetközi éjszakai vonat az Alpokba és a Balti-tengerre szabadságok alatt)
- Regionális forgalom (a tartományok hatáskörébe tartozik):
  - InterRegioExpress (IRE – sebesvonat, 2001-ben hozták létre egyes tartományokban az InterRegio helyett)
  - Regional-Express (RE – sebesvonat)
  - RegionalBahn (RB – személyvonat)
  - S-Bahn (S – városi vasút, a legtöbb városban a DB üzemelteti)

A Schnellzug szerepét mára átvették a minőségi vonatnemek. Csak a keleti tartományokban éjjel, illetve mentesítő vonatként közlekednek. Az 1988-ban bevezetett InterRegio (IR) vonatnem az ezredforduló után szorult fokozatosan háttérbe, majd 2006-ban végleg megszűnt. A helyette létrehozott IRE vonatok Baden-Württembergben, Bajorországban és Szászországban közlekednek. Az IRE és RE vonatok között nincsen jelentős különbség. Ugyan nem tartoznak a távolsági közlekedés kategóriájába, de gyakran hosszabb utakat is megtesznek és számos magyar gyorsvonathoz képest is ritkábban állnak meg.

### Veolia Verkehr
A legnagyobb német magánvasúttársaság, távolsági és regionális közlekedésben egyaránt részt vesz.
- Interconnex
- Harz-Berlin-Express
- Ostseeland Express

### Thalys
Nagysebességű vonat Belgiumba és Franciaországba, alkalmazkodva a francia TGV-hez

### Cisalpino
Olaszországba, megszűnt 2006 decemberében

## Vasúti kapcsolata más országokkal
- Dánia – azonos nyomtáv – eltérő áramrendszer 15 kV AC / 25 kV AC
- Lengyelország – azonos nyomtáv – eltérő áramrendszer 15 kV AC / 3 kV DC
- Csehország – azonos nyomtáv – eltérő áramrendszer 15 kV AC / 3 kV DC
- Ausztria – azonos nyomtáv – azonos áramrendszer
- Svájc – azonos nyomtáv – azonos áramrendszer
- Franciaország – azonos nyomtáv – eltérő áramrendszer 15 kV AC / (25 kV AC vagy 1500 V DC).
- Luxemburg – azonos nyomtáv – eltérő áramrendszer 15 kV AC / (25 kV AC vagy 3 kV DC)
- Hollandia – azonos nyomtáv – eltérő áramrendszer 15 kV AC / 1500 V DC
  - Betuwe vonal – azonos nyomtáv – eltérő áramrendszer 15kV AC / 25 kV AC – csak teherforgalom
- Belgium – azonos nyomtáv – eltérő áramrendszer 15 kV AC / 3 kV DC

### Nemzetközi személyszállító járatok
A kishatárforgalmi szolgáltatások nem szerepelnek a listán.
- (Westerland/Kiel —) Hamburg — Berlin — Prága (— Budapest)
- ICE 12: Berlin — Frankfurt am Main — Bázel — Interlaken/Zürich
- ICE 20: Kiel — Fulda — Bázel — Chur
- IC 30: (Westerland/Flensburg/Greifswald —) Hamburg — Köln — Mannheim — Bázel — Zürich
- IC 32: Münster/Dortmund — Stuttgart — Salzburg — Klagenfurt
- ICE 43: Amszterdam/Dortmund — Köln — Bázel
- IC 60/RJ 90: (Bázel —) Karlsruhe — München (— Salzburg)
- EC 62: Saarbrücken/Frankfurt — Stuttgart — Salzburg — Klagenfurt/Graz
- Frankfurt am Main — Strasbourg/Bázel
- IC 76: Aarhus/Koppenhága — Hamburg
- IC 77: Amsterdam Centraal — Berlin Ostbahnhof
- ICE 78: Amsterdam Centraal — Frankfurt
- ICE 79: Brüsszel — Frankfurt am Main
- ICE/TGV 82: Párizs — Saarbrücken/Frankfurt am Main
- ICE/TGV 83: Párizs — München
- TGV 84: Marseille — Frankfurt am Main
- ECE 85: Frankfurt am Main — Bázel — Milánó
- IC 87: Stuttgart — Zürich
- EC 88: München - Zürich
- EC 89: München — Verona (— Bologna/Velence)
- ICE 91: (Dortmund —) Frankfurt — Bécs
- EC 95: Berlin — Varsó/Gdynia
- EC 173 Hamburg-Altona - Budapest-Nyugati
- ALX: München — Prága
- Berlin — Malmö (éjszakai vonat)
- Berlin/Hamburg — Zürich (éjszakai vonat)
- Hamburg/Düsseldorf — Bécs/Innsbruck (éjszakai vonat)
- Bécs — Berlin (éjszakai vonat)
- Budapest — München (éjszakai vonat)
- München — Velence/Milánó/Róma (éjszakai vonat)
- München — Zágráb/Rijeka (éjszakai vonat)
- Berlin — Moszkva (éjszakai vonat) (felfüggesztve)
- Berlin-Amszterdam-Brüsszel (European Sleeper)